# Crevasse

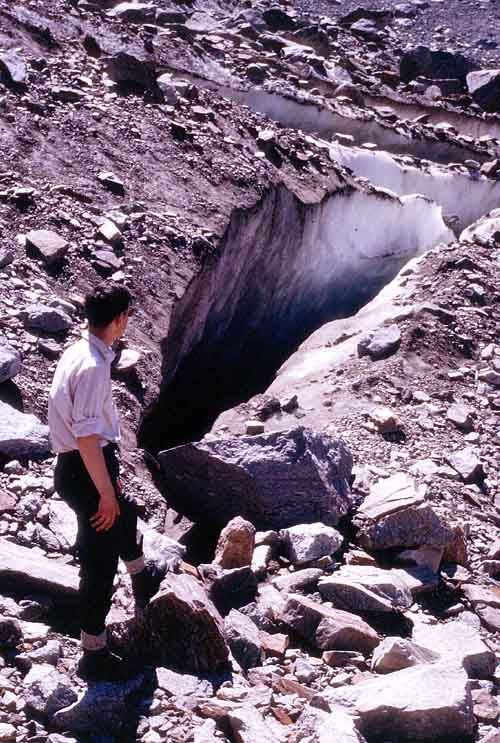
Uma crevasse no glaciar Gorner, na Suíça

Uma crevasse é uma abertura natural glaciar (geleira). As crevasses são devidas aos movimentos dos glaciares que se partem por causa do seu movimento. São geralmente perpendiculares à direcção de avanço. Medem de alguns centímetros de largura até vários metros. A sua profundidade pode ir até 50 m e mesmo mais.
A crevasse é um dos elementos mais simbólicos do alpinismo. Uma crevasse aberta é uma que não é tapada pela neve. Em princípio não apresenta perigo pois é avistada. Uma crevasse fechada é coberta pela neve e pode apresentar grave perigo se alguém a pisa e a neve cede à sua passagem. É preferível praticar o alpinismo bem cedo de manhã, enquanto a neve está dura.
Assim que o glaciar esteja semeado de crevasses, em especial na parte mais avançada, fala-se então de seracs.

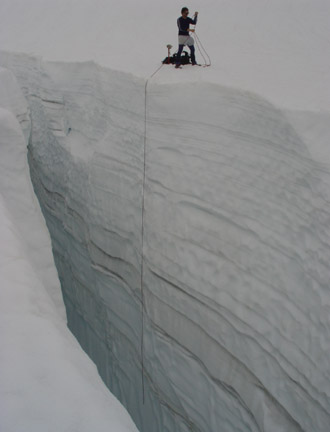
Medição da camada de neve numa crevasse no Glaciar Easton
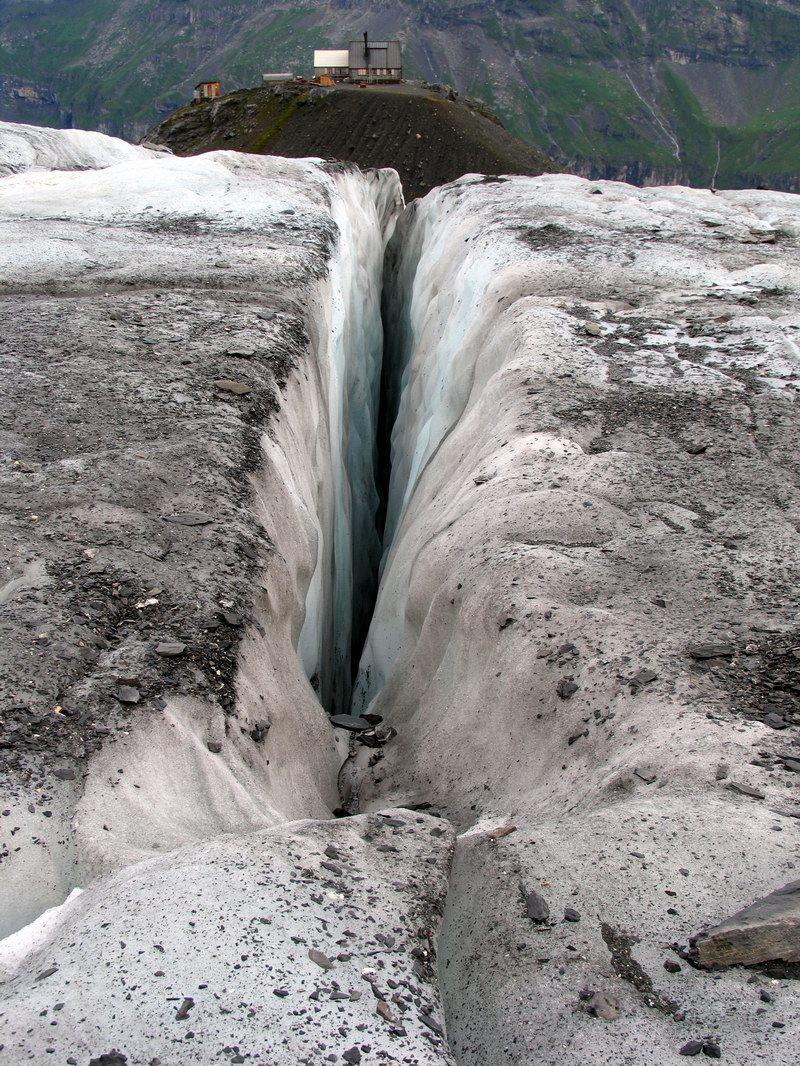
Crevasse nos Alpes